# Fotogramas de Plata 1990
La 41a cerimònia de lliurament dels Fotogramas de Plata 1990, lliurats per la revista espanyola especialitzada en cinema Fotogramas, va tenir lloc l'11 de febrer de 1991.

## Candidatures

### Millor pel·lícula espanyola
| Pel·lícula                  | Director                                     | Resultat    |
| --------------------------- | -------------------------------------------- | ----------- |
| ¡Átame! Boom boom Innisfree | Pedro Almodóvar Rosa Vergés José Luis Guerín | Guanyadores |

### Millor pel·lícula estrangera
| Pel·lícula      | Director        | Resultat   |
| --------------- | --------------- | ---------- |
| Un dels nostres | Martin Scorsese | Guanyadora |

### Millor actriu de cinema
| actriu         | Pel·lícula                                       | Resultat   |
| -------------- | ------------------------------------------------ | ---------- |
| Victoria Abril | ¡Átame! A solas contigo                          | Candidata  |
| María Barranco | Don Juan, mi querido fantasma Las edades de Lulú | Candidata  |
| Carmen Maura   | ¡Ay, Carmela!                                    | Guanyadora |
| Emma Suárez    | Contra el viento La blanca paloma                | Candidata  |

### Millor actor de cinema
| Actor            | Pel·lícula    | Resultat  |
| ---------------- | ------------- | --------- |
| Antonio Banderas | ¡Átame!       | Guanyador |
| Gabino Diego     | ¡Ay, Carmela! | Candidat  |
| Sergi Mateu      | Boom boom     | Candidat  |
| Andrés Pajares   | ¡Ay, Carmela! | Candidat  |

### Millor actor de televisió
| Actor            | Sèrie de televisió                   | Resultat  |
| ---------------- | ------------------------------------ | --------- |
| Antonio Banderas | La mujer de tu vida: La mujer feliz  | Candidat  |
| Juan Echanove    | La mujer de tu vida: La mujer infiel | Candidat  |
| Antonio Resines  | Eva y Adán, agencia matrimonial      | Guanyador |
| Antonio Valero   | La forja de un rebelde               | Candidat  |

### Millor actriu de televisió
| Actriu          | Sèrie de televisió                  | Resultat   |
| --------------- | ----------------------------------- | ---------- |
| Verónica Forqué | Eva y Adán, agencia matrimonial     | Guanyadora |
| Chus Lampreave  | Eva y Adán, agencia matrimonial     | Candidata  |
| Carmen Maura    | La mujer de tu vida: La mujer feliz | Candidata  |
| Maribel Verdú   | Pájaro en una tormenta              | Candidata  |

### Millor intèrpret de teatre
| Intèrpret/Companyia | Muntatge              | Resultat  |
| ------------------- | --------------------- | --------- |
| Rafaela Aparicio    | Mala yerba            | Candidata |
| Imanol Arias        | Calígula              | Guanyador |
| Núria Espert        | Maquillaje            | Candidata |
| Julieta Serrano     | Quatre dones i el sol | Candidata |